# Sarimulyo (Jombang)
Sarimulyo is een bestuurslaag in het regentschap Jember van de provincie Oost-Java, Indonesië. Sarimulyo telt 3457 inwoners (volkstelling 2010).